# Jakub Urbańczyk
Jakub Urbańczyk (ur. 17 kwietnia 1981 w Bytomiu) – polski tubista i pedagog.
Absolwent Akademii Muzycznej im. Karola Szymanowskiego w Katowicach (klasa tuby prof. Jana Górnego). Doktor habilitowany w dziedzinie sztuk muzycznych. Prowadzi klasę tuby na Akademii Muzycznej w Łodzi oraz wykłada na Akademii Muzycznej w Krakowie.
Tubista solo w Narodowej Orkiestrze Symfonicznej Polskiego Radia w Katowicach (od 2002). Członek zespołu kameralnego Cracow Brass Quintet. Współpracownik orkiestr takich jak: Sinfonietta Cracovia, Sinfonia Varsovia, Orkiestra Aukso, Orkiestra Muzyki Nowej. Występował solo z Capellą Cracoviensis, Orkiestrą Filharmonii Sląskiej i Polską Orkiestrą Młodzieżową.

## Nagrody i wyróżnienia
- 2002: Międzynarodowy Konkurs Instrumentów Dętych Blaszanych w Gdańsku, wyróżnienie
- 2003: Ogólnopolski Konkurs Zespołów Kameralnych w Warszawie, I nagroda
- 2003: Konkurs Instrumentów Dętych Blaszanych o stypendium Yamaha, II miejsce
- 2005: Ogólnopolski Konkurs Zespołów Kameralnych w Warszawie, II nagroda